# El hombre de tu vida (serie televisiva 2011)
El hombre de tu vida è una sitcom argentina trasmessa dal 17 luglio 2011 al 5 luglio 2012 sul canale televisivo Telefe. Ideata da Juan José Campanella e Marcela Guerty, ha tra i protagonisti Guillermo Francella, Mercedes Morán e Luis Brandoni.
La serie si aggiudicò numerose candidature e vittorie al Premio Martín Fierro.

## Trama
Hugo Bermúdez, padre single di un adolescente che ha cresciuto da solo, si ritrova disoccupato e in crisi personale.
Accetta così di lavorare per l'impresa "El amor de tu vida", ideata da sua cugina Gloria, che sostanzialmente truffa uomini e donne promettendo di trovare loro un partner dietro compenso economico.
Ben presto, rendendosi conto che la richiesta di appuntamenti da parte delle donne supera quella degli uomini, Hugo viene assoldato per rivestire il ruolo di uomo ideale. Interpretando diverse personalità maschili e tenendo conto dei desideri personali delle clienti, si presenta agli appuntamenti con nome e aspetto differenti; il piano d'azione è sempre lo stesso: inizialmente, deve fare in modo che le donne siano affascinate da lui, per poi restare deluse e chiedere un altro uomo oppure abbandonare l'agenzia.
Incontrando tutte queste donne differenti per età, estrazione sociale e storia personale, Hugo entra in empatia con loro, cercando di aiutarle a risolvere il proprio problema.

## Episodi
| Stagione         | Episodi | Prima TV Argentina |
| ---------------- | ------- | ------------------ |
| Prima stagione   | 13      | 2011               |
| Seconda stagione | 11      | 2012               |

## Personaggi e interpreti

### Principali
- Hugo Bermúdez, interpretato da Guillermo Francella. 
 Padre single rimasto disoccupato, accetta la proposta di sua cugina Gloria di interpretare l'uomo ideale per le donne che si rivolgono alla sua agenzia di appuntamenti, salvo poi rivelarsi sempre una delusione. In ogni donna, Hugo riesce ad individuare il punto debole, impersonando di volta in volta il difetto peggiore per la partner e proponendo una serie di prototipi di uomo problematico (il voyeur, il tirchio, il mammone). Entrando in relazione con queste donne, Hugo ne esplora l'emotività e cerca di aiutarle a risolvere i loro conflitti interiori. Il lavoro che svolge aiuterà anche lui a capire che può aprire nuovamente il suo cuore e innamorarsi dopo tanti anni di solitudine.
- Gloria Pinotti, interpretata da Mercedes Morán. 
 Cugina di Hugo e fondatrice dell'agenzia di appuntamenti "El amor de tu vida", è una donna dalla personalità forte e volitiva. Pur svolgendo un lavoro in cui cerca di trovare l'anima gemella per gli altri, vive personalmente una situazione sentimentale complessa, essendo l'amante di un padre di famiglia di nome Román. Il rapporto con Hugo è confidenziale e si considera un po' la madrina di suo figlio Franco, che spesso si rivolge a lei come confidente. Questo fa ingelosire Hugo e genera competizione tra di loro.
- Padre Francisco, interpretato da Luis Brandoni. 
 È il padre spirituale di Hugo, al quale l'uomo si rivolge sentendosi in colpa per aver accettato di lavorare per Gloria e dover mentire alle donne. Come sacerdote, aiuta Hugo ad affrontare i suoi dilemmi e ne diviene confidente e amico.
- Franco Bermúdez, interpretato da Tupac Larriera. 
 Unico figlio di Hugo, ha 14 anni e frequenta il liceo. È un ragazzo timido e sensibile, alle prese con i problemi della pubertà. Non avendo una madre, ha un legame fortissimo con il padre, che verso di lui adotta un atteggiamento spesso iperprotettivo. Il suo punto di riferimento femminile è Gloria, che per lui svolge le funzioni materne. Nel corso della storia, Franco si troverà ad affrontare fasi di passaggio come il primo amore, le prime esperienze sessuali e la voglia di indipendenza.
- Román Urquijo, interpretato da Germán Kraus. 
 Amante di Gloria, che ha conosciuto molti anni prima in un casinò, è sposato e padre di due figlie. Inganna da sempre Gloria, illudendola che lascerà sua moglie ma questo non avviene mai; per tale motivo, Hugo nutre una grossa avversione nei suoi confronti. Il personaggio è presente solo nella prima stagione, e nell'ultimo episodio della seconda.
- Silvina Muñoz, interpretata da Malena Pichot. 
 Insegnante di Franco, ha 28 anni ed è sempre impegnata ad organizzare attività extracurriculari e iniziative innovative. Tra lei e Hugo nasce un'attrazione che faticherà a sfociare in una vera e propria relazione, per via dei loro trascorsi personali e della differenza d'età.

## Guest star

### Prima stagione
- Episodio 1: Virginia Innocenti (Ana María), Gian Franco Apóstolo (bullo della scuola).
- Episodio 2: Juan Leyrado (Manuel), Silvia Kutika (Susana).
- Episodio 3: Jorgelina Aruzzi (Yanina Valverde).
- Episodio 4: Natalia Lobo (Luz Mendía).
- Episodio 5: Norma Pons (Dora del Bianco), Laura Fidalgo (Dora del Bianco giovane).
- Episodio 6: Nancy Dupláa (Sofía), Rafael Spregelburd (Agustín).
- Episodio 7: Isabel Macedo (Olivia), Roberto Vallejos (Negro), Jorge Sesán (Chico).
- Episodio 8: Miguel Ángel Rodríguez (Rolo).
- Episodio 9: Muriel Santa Ana (Carla), Matías Alé (Alex).
- Episodio 10: Ana María Picchio (Luján), Gino Renni (Carlos), Graciela Stéfani (Eva).
- Episodio 11: Carolina Peleritti (Alejandra), Verónica Llinás (Lucy) e Ignacio Rogers (Ramiro).
- Episodio 12: Eleonora Wexler (Julieta Valado), Carlos Portaluppi (Darío Montalbán), Gabriela Sari (Sabrina).
- Episodio 13: Graciela Borges (Stella Maris Fernández de Urquijo), Gabriela Sari (Sabrina).

### Seconda stagione
- Episodio 1: Mike Amigorena (Daniel), Jean Pierre Noher (Jorge), Victoria Almeida (Melisa), Andrea Quattrocchi (Stéfani), Liliana Cuomo (Perla).
- Episodio 2: Florencia Raggi (Luciana), Paola Barrientos (Nora), Emilio Disi como Obispo, Santiago Bal como Rabino.
- Episodio 3: Jazmín Stuart (Carolina), Víctor Laplace (Manuel), Coraje Ábalos (Ludovico), Giselle Bonaffino (Celeste) Lucas Velasco (bullo).
- Episodio 4: Emilia Mazer (Romina), Salo Pasik (Miguel), Alejo García Pintos (Pedro), Adela Gleijer (Bobe), Santiago Bal (Rabino).
- Episodio 5: Thelma Biral (Chichita), Atilio Pozzobón (Nelson), Leonardo Saggese (Javier).
- Episodio 6: Maricel Álvarez (Jimena), Víctor Laplace (Manuel), Gerardo Chendo (Emanuel Quintana), Emiliano Lobo (Fito).
- Episodio 7: Laura Novoa (Mariana Victoria Sergini), Víctor Laplace (Manuel), Diego Velázquez (Julián Quintana), Emiliano Lobo (Fito).
- Episodio 8: Araceli González (Diana Linares), Víctor Laplace (Manuel), María Abadi (Rocío).
- Episodio 9: Andrea Quattrocchi (Nidia), Víctor Laplace (Manuel), María Abadi (Rocío), Gaston Pozzo (proprietario del chiosco).
- Episodio 10: Romina Gaetani (Maggie), Víctor Laplace (Manuel), María Abadi (Rocío), Rodolfo Barili (giornalista), Soledad Cagnoni (Agustina).
- Episodio 11: Romina Gaetani (Maggie), Rita Cortese (Sandra Guzmán), Víctor Laplace (Manuel), María Abadi (Rocío), Rodolfo Barili (giornalista), Soledad Cagnoni (Agustina).

## Accoglienza
La serie fu un successo di pubblico, ottenendo una media del 21,5% nella prima stagione. Per tale motivo, Thomas Yankelevich, all'epoca responsabile della programmazione di Telefe, rinnovò la serie per una seconda stagione che andò in onda nel 2012.
Anche le recensioni della stampa di settore furono particolarmente positive, sia in termini di sceneggiatura che di recitazione.

## Distribuzione
Telefe Internation vendette i diritti di trasmissione a HBO Latinoamérica.

### Adattamenti locali
In Cile, Canal 13 acquistò i diritti della serie, sviluppando una versione locale omonima, interpretata da Boris Quercia e Francisca Imboden.
Anche in Spagna, nel 2016 venne trasmesso un omonimo adattamento locale della serie, che ebbe per protagonisti José Mota e Malena Alterio.

## Riconoscimenti
Premio Martín Fierro
| Anno | Categoria                               | Nomination                                            | Risultato       |
| ---- | --------------------------------------- | ----------------------------------------------------- | --------------- |
| 2011 | Miglior miniserie                       | Miglior miniserie                                     | Candidato/a     |
| 2011 | Miglior regista                         | Juan José Campanella                                  | Vincitore/trice |
| 2011 | Migliore sceneggiatura                  | Juan José Campanella Marcela Guerty Pamela Rementería | Vincitore/trice |
| 2011 | Miglior attore di fiction o miniserie   | Guillermo Francella                                   | Candidato/a     |
| 2011 | Miglior attore di fiction o miniserie   | Luis Brandoni                                         | Candidato/a     |
| 2011 | Migliore attrice di fiction o miniserie | Mercedes Morán                                        | Vincitore/trice |
| 2011 | Miglior rivelazione                     | Malena Pichot                                         | Candidato/a     |
| 2011 | Miglior partecipazione speciale         | Graciela Borges                                       | Candidato/a     |
| 2011 | Miglior partecipazione speciale         | Jorgelina Aruzzi                                      | Vincitore/trice |
| 2011 | Miglior canzone originale               | "Ay Amor" eseguita da Bahiano                         | Vincitore/trice |
| 2011 | Miglior produzione                      | Miglior produzione                                    | Candidato/a     |
| 2012 | Miglior fiction                         | Miglior fiction                                       | Candidato/a     |
| 2012 | Miglior regista                         | Juan José Campanella                                  | Vincitore/trice |
| 2012 | Migliore sceneggiatura                  | Juan José Campanella Cecilia Monti                    | Candidato/a     |
| 2012 | Miglior attore di fiction o miniserie   | Guillermo Francella                                   | Vincitore/trice |
| 2012 | Miglior attore di fiction o miniserie   | Luis Brandoni                                         | Candidato/a     |
| 2012 | Migliore attrice di fiction o miniserie | Mercedes Morán                                        | Vincitore/trice |

Premio Tato
| Anno | Categoria                                  | Nomination                 | Risultato       |
| ---- | ------------------------------------------ | -------------------------- | --------------- |
| 2011 | Miglior fiction                            | Miglior fiction            | Vincitore/trice |
| 2011 | Miglior regia                              | Miglior regia              | Vincitore/trice |
| 2011 | Miglior produzione                         | Miglior produzione         | Candidato/a     |
| 2011 | Migliore sceneggiatura                     | Migliore sceneggiatura     | Vincitore/trice |
| 2011 | Migliore immagine e sonoro                 | Migliore immagine e sonoro | Vincitore/trice |
| 2011 | Miglior attore protagonista                | Guillermo Francella        | Candidato/a     |
| 2011 | Miglior attore protagonista                | Luis Brandoni              | Candidato/a     |
| 2011 | Migliore attrice protagonista              | Mercedes Morán             | Candidato/a     |
| 2011 | Migliore attrice non protagonista          | Malena Pichot              | Candidato/a     |
| 2012 | Miglior fiction                            | Miglior fiction            | Candidato/a     |
| 2012 | Miglior regia                              | Miglior regia              | Vincitore/trice |
| 2012 | Migliore sceneggiatura                     | Migliore sceneggiatura     | Vincitore/trice |
| 2012 | Miglior attore di fiction                  | Guillermo Francella        | Candidato/a     |
| 2012 | Miglior attore non protagonista di fiction | Luis Brandoni              | Vincitore/trice |
| 2012 | Migliore attrice di fiction                | Mercedes Morán             | Vincitore/trice |

Premio Fund TV
| Anno | Categoria                 | Nomination                | Risultato       |
| ---- | ------------------------- | ------------------------- | --------------- |
| 2012 | Premio speciale dell'anno | Premio speciale dell'anno | Vincitore/trice |